# Неттлтон, Лоис
Лоис Неттлтон (англ. Lois Nettleton; 16 августа 1927, Ок-Парк, Иллинойс — 18 января 2008 или 18 октября 2008, Вудленд-Хиллз, Калифорния) — американская актриса, которая сыграла более ста ролей на протяжении своей карьеры, охватывающей шесть десятилетий. Неттлтон четырежды номинировалась на премию «Эмми», а также получила две Дневные премии «Эмми» за свою работу на телевидении. Хотя Лоис Неттлтон сыграла главные роли в нескольких недолго просуществовавших ситкомах она наиболее известна благодаря второстепенным ролям в таких классических сериалах как «Дымок из ствола», «Бонанза», «Шоу Мэри Тайлер Мур», «Она написала убийство», «Главный госпиталь» и «Расследование Джордан».
На большом экране заметна в фильмах «Лицо в толпе», «Человек в стеклянной будке», «Смертельное благословение», «Бамбуковая летающая тарелка» и «Самый приятный бордель в Техасе». На бродвейской сцене она сыграла главные роли во множестве постановок, в том числе «Трамвай „Желание“», а в 1976 году номинировалась на премию «Тони» за роль в постановке «Они знали, чего хотели». Она умерла в возрасте восьмидесяти лет от рака легкого.